# Sfäriska sinussatsen

Figur 1.

Den sfäriska sinussatsen är en sats inom sfärisk trigonometri som säger att för en sfärisk triangel, med sidorna {\displaystyle a}, {\displaystyle b} och {\displaystyle c} och respektive motstående hörnvinklar {\displaystyle \alpha }, {\displaystyle \beta } och {\displaystyle \gamma } (se figur 1) gäller att:
{\displaystyle {\frac {\sin \alpha }{\sin a}}={\frac {\sin \beta }{\sin b}}={\frac {\sin \gamma }{\sin c}}}
Ur den sfäriska sinussatsen kan den sfäriska tangenssatsen härledas. Denna säger (figur 1):
{\displaystyle {\frac {\tan \left({\frac {a-b}{2}}\right)}{\tan \left({\frac {a+b}{2}}\right)}}={\frac {\tan \left({\frac {\alpha -\beta }{2}}\right)}{\tan \left({\frac {\alpha +\beta }{2}}\right)}}.}

Satserna upptäcktes av den persiske astronomen och matematikern Abu l-Wafa på 900-talet, eller av dennes elev Abu Nasr Mansur. Den sfäriska trigonometrin vidareutvecklades sedan ur dessa upptäckter av främst Nasir al-Din al-Tusi på 1200-talet och denne anses ofta som definitiv fader till satserna i modern mening (även om Abu l-Wafa eller Mansur var före).

## Bevis
Den sfäriska sinussatsen kan bevisas på flera sätt. Nedan ges ett algebraiskt bevis med vektorprodukt (kryssprodukt) och ett bevis som bara använder elementär trigonometri. Den sfäriska tangenssatsen bevisas enkelt med den sfäriska sinusstsen.

### Algebraiskt bevis av den sfäriska sinussatsen
Givet en sfärisk triangel {\displaystyle \triangle ABC} med hörnvinklarna {\displaystyle \alpha }, {\displaystyle \beta } och {\displaystyle \gamma } vilka har de motstående sidorna {\displaystyle a}, {\displaystyle b} respektive {\displaystyle c}, på en enhetssfär med origo i {\displaystyle O}.
Vektorn {\displaystyle {\vec {OA}}\times {\vec {OB}}} är normal mot {\displaystyle {\vec {OA}}} och {\displaystyle {\vec {OB}}}. På samma sätt är vektorn {\displaystyle {\vec {OA}}\times {\vec {OC}}} är normal mot {\displaystyle {\vec {OA}}} och {\displaystyle {\vec {OC}}}. Planet som spänns upp av {\displaystyle {\vec {OA}}\times {\vec {OB}}} och {\displaystyle {\vec {OA}}\times {\vec {OC}}} är alltså ett normalplan till {\displaystyle {\vec {OA}}} och vinkeln mellan {\displaystyle {\vec {OA}}\times {\vec {OB}}} och {\displaystyle {\vec {OA}}\times {\vec {OC}}} är {\displaystyle \pi -\alpha } (som också ligger i ett normalplan till {\displaystyle {\vec {OA}}}). Med hjälp av definitionen av vektorprodukt:
{\displaystyle |\left({\vec {OA}}\times {\vec {OB}}\right)\times \left({\vec {OA}}\times {\vec {OC}}\right)|=|{\vec {OA}}\times {\vec {OB}}||{\vec {OA}}\times {\vec {OC}}|\sin \alpha \Leftrightarrow }
får vi att:
{\displaystyle \sin \left(\pi -\alpha \right)=\sin \alpha ={\frac {|\left({\vec {OA}}\times {\vec {OB}}\right)\times \left({\vec {OA}}\times {\vec {OC}}\right)|}{|{\vec {OA}}\times {\vec {OB}}||{\vec {OA}}\times {\vec {OC}}|}}}
Eftersom 
{\displaystyle (\mathbf {a} \times \mathbf {b} )\times (\mathbf {a} \times \mathbf {c} )=(\mathbf {a} \cdot (\mathbf {b} \times \mathbf {c} ))\mathbf {a} }
{\displaystyle |{\vec {OA}}\times {\vec {OB}}|=|{\vec {OA}}||{\vec {OB}}|\sin c=\sin c} och
{\displaystyle |{\vec {OA}}\times {\vec {OC}}|=|{\vec {OA}}||{\vec {OC}}|\sin b=\sin b}
får vi:
{\displaystyle \sin \alpha ={\frac {|\left(\left({\vec {OA}}\cdot \left({\vec {OB}}\times {\vec {OC}}\right)\right){\vec {OA}}\right)|}{\sin b\sin c}}\Leftrightarrow }
{\displaystyle {\frac {\sin \alpha }{\sin a}}={\frac {{\vec {OA}}\cdot \left({\vec {OB}}\times {\vec {OC}}\right)}{\sin a\sin b\sin c}}}
På samma sätt får vi:
{\displaystyle {\frac {\sin \beta }{\sin b}}={\frac {{\vec {OB}}\cdot \left({\vec {OC}}\times {\vec {OA}}\right)}{\sin a\sin b\sin c}}}
{\displaystyle {\frac {\sin \gamma }{\sin c}}={\frac {{\vec {OC}}\cdot \left({\vec {OA}}\times {\vec {OB}}\right)}{\sin a\sin b\sin c}}}
Men då den skalära trippelprodukten är identisk under cirkulär permutation, det vill säga:
{\displaystyle {\vec {OA}}\cdot \left({\vec {OB}}\times {\vec {OC}}\right)={\vec {OB}}\cdot \left({\vec {OC}}\times {\vec {OA}}\right)={\vec {OC}}\cdot \left({\vec {OA}}\times {\vec {OB}}\right)}
får vi
{\displaystyle {\frac {\sin \alpha }{\sin a}}={\frac {{\vec {OA}}\cdot \left({\vec {OB}}\times {\vec {OC}}\right)}{\sin a\sin b\sin c}}={\frac {\sin \beta }{\sin b}}={\frac {\sin \gamma }{\sin c}}}.

### Trigonometriskt bevis för den sfäriska sinussatsen

Figur 2. Den sfäriska triangeln på en sfär med mittpunkt i. (Punkten kan ignoreras - den används för bevis av den sfäriska cosinussatsen.)

Figur 3.

Vi bevisar satsen för {\displaystyle \triangle ABC} (figur 2) på en enhetssfär, det vill säga:
{\displaystyle |{\overline {OA}}|=|{\overline {OB}}|=|{\overline {OC}}|=1}
Vi har även:
{\displaystyle a=\angle BOC}, {\displaystyle b=\angle AOC} och {\displaystyle c=\angle AOB}.
{\displaystyle F} är fotpunkt till {\displaystyle A} på planet {\displaystyle BOC}. {\displaystyle D} är fotpunkt till {\displaystyle A} och {\displaystyle F} på {\displaystyle {\overline {OB}}} och {\displaystyle E} är fotpunkt till {\displaystyle A} och {\displaystyle F} på {\displaystyle {\overline {OC}}}. Vi noterar att:
{\displaystyle \beta =\angle ADF} och {\displaystyle \gamma =\angle AEF}
Vi får då:
{\displaystyle |{\overline {AF}}|=|{\overline {AD}}|\cdot \sin \beta =|{\overline {OA}}|\cdot \sin c\cdot \sin \beta } och
{\displaystyle |{\overline {AF}}|=|{\overline {AE}}|\cdot \sin \gamma =|{\overline {OA}}|\cdot \sin b\cdot \sin \gamma }, vilket ger (radien {\displaystyle |{\overline {OA}}|=1}, men hade den haft ett annat värde hade den förkortas bort):
{\displaystyle \sin c\cdot \sin \beta =\sin b\cdot \sin \gamma \Leftrightarrow }
{\displaystyle {\frac {\sin \beta }{\sin b}}={\frac {\sin \gamma }{\sin c}}}
Uttrycket för {\displaystyle a} och {\displaystyle \alpha } visas analogt.
Om triangeln är trubbvinklig (figur 3) har vi att {\displaystyle \pi -\gamma =\angle AEF}, men då {\displaystyle \sin \left(\pi -\gamma \right)=\sin \gamma } får vi samma utgångsformler och således samma slutresultat.
Ur figur 1 framgår att det på samma sida av en storcirkel finns ytterligare tre trianglar som definieras av de tre storcirklarna. I förhållande till hörnet {\displaystyle X} har de antingen den motsatta sidlängden {\displaystyle x} och hörnvinkeln {\displaystyle \xi } eller sidlängden {\displaystyle \pi -x} och hörnvinkeln {\displaystyle \pi -\xi } och sålunda har vi:
{\displaystyle {\frac {\sin x}{\sin \xi }}={\frac {\sin \left(\pi -x\right)}{\sin \left(\pi -\xi \right)}}}
och satsen gäller även för dessa trianglar.
Om vi nu betraktar en "triangel" bestående av tre sådana trianglar (två stycken bildar bara en digon och alla fyra bildar en halvsfär - ingen av dem med tre hörn) har den, exempelvis, sidorna {\displaystyle a}, {\displaystyle b} och {\displaystyle 2\pi -c} och därmed hörnvinklarna {\displaystyle \pi -\alpha }, {\displaystyle \pi -\beta } och {\displaystyle 2\pi -\gamma } får vi:
{\displaystyle \sin \left(2\pi -c\right)=-\sin c}
{\displaystyle \sin \left(\pi -\alpha \right)=\sin \alpha }
{\displaystyle \sin \left(\pi -\beta \right)=\sin \beta }
{\displaystyle \sin \left(2\pi -\gamma \right)=-\sin \gamma }
som ger:
{\displaystyle {\frac {\sin \alpha }{\sin a}}={\frac {\sin \beta }{\sin b}}={\frac {-\sin \gamma }{-\sin c}}={\frac {\sin \gamma }{\sin c}}}
Sålunda gäller den sfäriska sinussatsen för alla trianglar vars hela yta ligger på samma halvsfär.
Betrakta nu en triangel med samma sidor som {\displaystyle \triangle ABC} men med de yttre hörnvinklarna {\displaystyle 2\pi -\alpha }, {\displaystyle 2\pi -\beta } och {\displaystyle 2\pi -\gamma }. Vi får då:
{\displaystyle \sin \left(2\pi -\alpha \right)=-\sin \alpha }
{\displaystyle \sin \left(2\pi -\beta \right)=-\sin \beta }
{\displaystyle \sin \left(2\pi -\gamma \right)=-\sin \gamma }
Vilket ger:
{\displaystyle -{\frac {\sin \alpha }{\sin a}}=-{\frac {\sin \beta }{\sin b}}=-{\frac {\sin \gamma }{\sin c}}\Leftrightarrow }
{\displaystyle {\frac {\sin \alpha }{\sin a}}={\frac {\sin \beta }{\sin b}}={\frac {\sin \gamma }{\sin c}}}
och sålunda gäller den sfäriska sinsussatsen för alla trianglar.

### Härledning av den sfäriska tangenssatsen
Härledningen av den sfäriska tangenssatsen ur den sfäriska sinussatsen är analog med härledningen av den planära tangenssatsen ur den planära sinussatsen.
Sätt 
{\displaystyle d={\frac {\sin \alpha }{\sin a}}={\frac {\sin \beta }{\sin b}}}
Detta ger:
{\displaystyle \sin a=d\cdot \sin \alpha } och
{\displaystyle \sin b=d\cdot \sin \beta }.
Vi får då :
{\displaystyle {\frac {\sin a-\sin b}{\sin a+\sin b}}={\frac {d\sin \alpha -d\sin \beta }{d\sin \alpha +d\sin \beta }}={\frac {\sin \alpha -\sin \beta }{\sin \alpha +\sin \beta }}.}
Utnyttjande av:
{\displaystyle {\frac {\sin(x)-\sin(y)}{\sin(x)+\sin(y)}}={\frac {\tan {\frac {x-y}{2}}}{\tan {\frac {x+y}{2}}}}}
ger då direkt:
{\displaystyle {\frac {\tan \left({\frac {a-b}{2}}\right)}{\tan \left({\frac {a+b}{2}}\right)}}={\frac {\tan \left({\frac {\alpha -\beta }{2}}\right)}{\tan \left({\frac {\alpha +\beta }{2}}\right)}}.}
Den sfäriska tangenssatsen fås också enkelt ur Napiers analogier genom att dividera formeln för {\displaystyle \tan {\textstyle {\frac {1}{2}}}(\alpha {-}\beta )} med den för {\displaystyle \tan {\textstyle {\frac {1}{2}}}(\alpha {+}\beta )} eller formeln för {\displaystyle \tan {\textstyle {\frac {1}{2}}}(a{-}b)} med den för {\displaystyle \tan {\textstyle {\frac {1}{2}}}(a{+}b)}.